# Jan Breur
Jan Breur (Schiedam, 23 december 1951 - Vlaardingen, 22 november 2010) was een Nederlands weg- en baanwielrenner, die beroeps was tussen 1974 en 1980.

## Wielerloopbaan
Breur was een specialist in stayeren. Hij werd twee keer derde op het Nederlands kampioenschap en eenmaal op het wereldkampioenschap. Dat was in 1975 achter de Duitser Dieter Kemper en de Nederlander Cees Stam.

## Belangrijkste overwinningen
1975
- Wereldkampioenschap stayeren, Elite

## Grote rondes
Eindklasseringen in grote rondes, met tussen haakjes het aantal etappeoverwinningen.
| Jaar | Ronde van Italië | Ronde van Frankrijk | Ronde van Spanje |
| ---- | ---------------- | ------------------- | ---------------- |
| 1978 |                  |                     | opgave           |